# زرشکیان
زرشکیان (Berberidaceae) تیره‌ای از آلاله‌سانان (Ranunculales) است به شکل درختچهٔ خاردار یا بدون خار و جداگلبرگ.